# Heinrich Conried

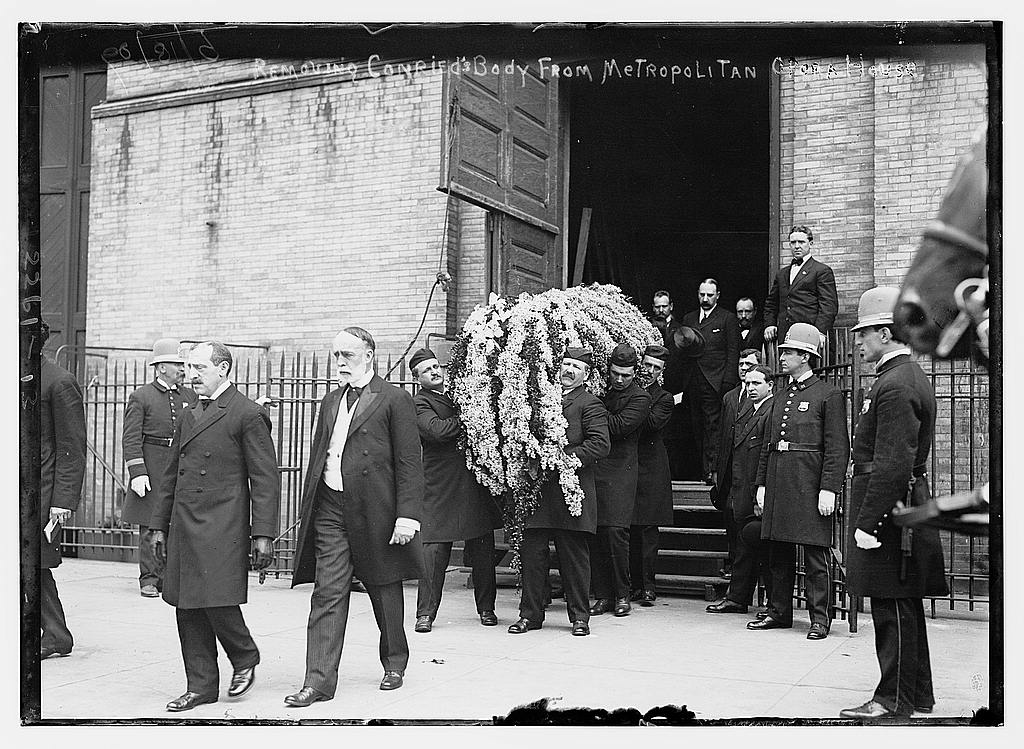
Pogrzeb Heinricha Conrieda 13 maja 1909

Heinrich Conried (ur. 3 września 1855 w Bielsku, zm. 27 kwietnia 1909 w Merano; znany też jako Heinrich Cohn) – amerykański działacz teatralny austro-żydowskiego pochodzenia, dyrektor Metropolitan Opera w Nowym Jorku w latach 1903–1908.
Urodził się w rodzinie tkackiej w Bielsku (dziś Bielsko-Biała) na Śląsku Austriackim. Ukończył szkołę realną w Wiedniu, po czym był krótko (1873–1874) aktorem w tamtejszym Burgtheater. W wieku 21 lat został kierownikiem upadającego Teatru Miejskiego w Bremie. Sukces w prowadzeniu tej placówki, wyciągnięcie jej z kłopotów, zwrócił uwagę Adolfa Neuendorffa, dyrektora nowojorskiego Germania Theater. Na jego zaproszenie Conried przeniósł się w 1878 r. do Stanów Zjednoczonych, zostając kierownikiem scenicznym w Germanii. W 1881 r. przeniósł się do Thalia Theater, gdzie pracował jako kierownik artystyczny, a rok później został kierownikiem artystycznym Nowojorskiego Zespołu Koncertowego (New York Concert Company). Kolejnym etapem kariery zawodowej Conrieda było objęcie w 1893 r. kierownictwa Irving Place Theater.
W 1903 r. Conried zastąpił Maurice’a Grau na stanowisku dyrektora prestiżowej Metropolitan Opera (Met). W pierwszym sezonie zasłynął pierwszym wystawieniem Parsifala poza Bayreuth bez zgody Cosimy Wagner, co zakończyło się wygranym przez Met procesem sądowym. Do wygaśnięcia praw autorskich w 1913 r. dzieło Wagnera było wystawione w Nowym Jorku 43 razy. Niewątpliwym osiągnięciem Conrieda było przekonanie do występu w Met Enrico Caruso, który dotąd konsekwentnie odrzucał wszystkie propozycje z Ameryki. Ze względu na zły stan zdrowia Conried odszedł z Metropolitan Opera 1 maja 1908 r. Wkrótce potem udał się w podróż do Europy. Zmarł niemal dokładnie rok później (27 kwietnia 1909) w hotelu Meranerhof w tyrolskim mieście Meran wskutek udaru mózgu w obecności swojej żony i siostry.